# Scissors (filme)
Scissors (Brasil: Enigmas do Passado ) é um filme estadunidense de mistério e suspense psicológico de 1991, dirigido por Frank De Felitta e estrelado por Sharon Stone, Ronny Cox e Steve Railsback.
A trama gira em torno da vida de Angela Anderson (Stone), uma mulher sexualmente reprimida que fica presa em um apartamento misterioso.

## Sinopse
Angela Anderson (Stone) compra uma tesoura grande em uma loja de ferragens. No caminho para casa, ela é atacada no elevador de seu apartamento por um homem de barba vermelha, a quem apunhala com a tesoura em legítima defesa. Imediatamente após o ataque, Angela é encontrada por irmãos gêmeos (ambos interpretados por Railsback) que moram ao lado dela. O primeiro irmão Alex é a estrela de uma soap opera de sucesso, enquanto o outro, Cole, é um artista de cadeira de rodas. Uma atração se desenvolve entre Angela e Alex, que é constantemente contida pela repressão sexual de Angela. As sessões de hipnoterapia com seu psiquiatra Dr. Steven Carter (Cox) revelam um homem de barba ruiva chamado Billy no passado de Angela, uma coincidência surpreendente para seu ataque recente.
Após seu ataque no elevador, a crescente atenção de Alex e o medo de Cole que ela desenvolve, o mundo protegido de Angela começa a desmoronar. Depois de outro encontro com seu agressor de barba ruiva e assédio de Cole, Angela se vê atraída com a perspectiva de um emprego em um apartamento grande e misterioso, onde se vê presa.
No quarto principal, Angela encontra o corpo de seu atacante de barba vermelha, que foi assassinado com a mesma tesoura que ela comprou anteriormente. A única outra coisa viva no apartamento com ela é um corvo enjaulado, que grita repetidamente que Angela o matou. Enquanto Angela explora o apartamento, ela acha que está cheio de exposições relacionadas à sua própria psicologia, e fica claro que alguém quer levar Angela à loucura.
Enquanto isso, Alex descobre que Angie está desaparecida e, enquanto tenta descobrir seu paradeiro, seu irmão Cole se levanta de repente da cadeira de rodas, ataca Alex e depois sai misteriosamente.
Depois de muitas tentativas fracassadas de fuga, Angela tira o corvo da gaiola, amarra uma mensagem à perna e, usando a tesoura manchada de sangue para remover uma tampa de ventilação, libera o corvo em uma abertura de ar. Angela acorda na manhã seguinte e descobre que o corpo de seu atacante foi transferido para a sala de jantar, e o cadáver mutilado do corvo está sentado em um prato diante dele. A visão disso faz com que Angela caia em choque, onde ela experimenta um flashback na infância. No flashback, seu padrasto de barba vermelha Billy é assassinado por sua mãe com uma tesoura diante dos seus olhos - o horror é a raiz de sua repressão.
No dia seguinte, o apartamento é visitado pela esposa do Dr. Carter, que está tendo um caso com o proprietário. Ela chega e encontra o marido esperando por ela, disfarçado de barba ruiva, revelando que ele era o agressor de Angela. Ele revela a sua esposa que, quando soube do caso, ele matou seu amante com uma tesoura e preparou Angela para a queda, atraindo-a para o apartamento e explorando o que descobrira sobre o passado dela durante as sessões de hipnoterapia. Carter convence sua esposa horrorizada, mas politicamente ambiciosa, a concordar com o plano, e eles partem para encontrar as tesouras usadas no assassinato, pois podem ser usadas como prova contra ele. Enquanto vagava em um estado de transe, Angela se aventura pela porta principal (deixada sem cuidado por Carter), fechando-a atrás dela e prendendo Carter e sua esposa dentro.
Do lado de fora, Angela é resgatada por Alex, que a seguiu até o endereço do apartamento. Um Carter preso bate a tesoura furiosamente contra o vidro da janela, enquanto uma libertada Angela olha para trás com um sorriso vingativo.

## Elenco
- Sharon Stone como Angela Anderson
- Steve Railsback como Cole Morgan, Alex Morgan
- Ronny Cox como Dr. Stephen Carter
- Michelle Phillips como Ann Carter
- Vicki Frederick como Nancy
- Leonard Rogel como Red Beard
- Carl Ciarfalio como Attacker
- Howie Guma como funcionário
- Larry Moss como Kramer
- Paul Austin Kelly como Folger
- Albert Popwell como oficial
- Jim Shankman como Bob, o funcionário
- Jesse Garcia como contramestre
- Hal Riddle como Dog Walker
- Laura Ann Caufield como atriz de soap opera
- Kelly Noonan como jovem Angie
- George Fisher como atacante
- Ivy Jones como mãe
- Will Leskin como Billy